# Шея

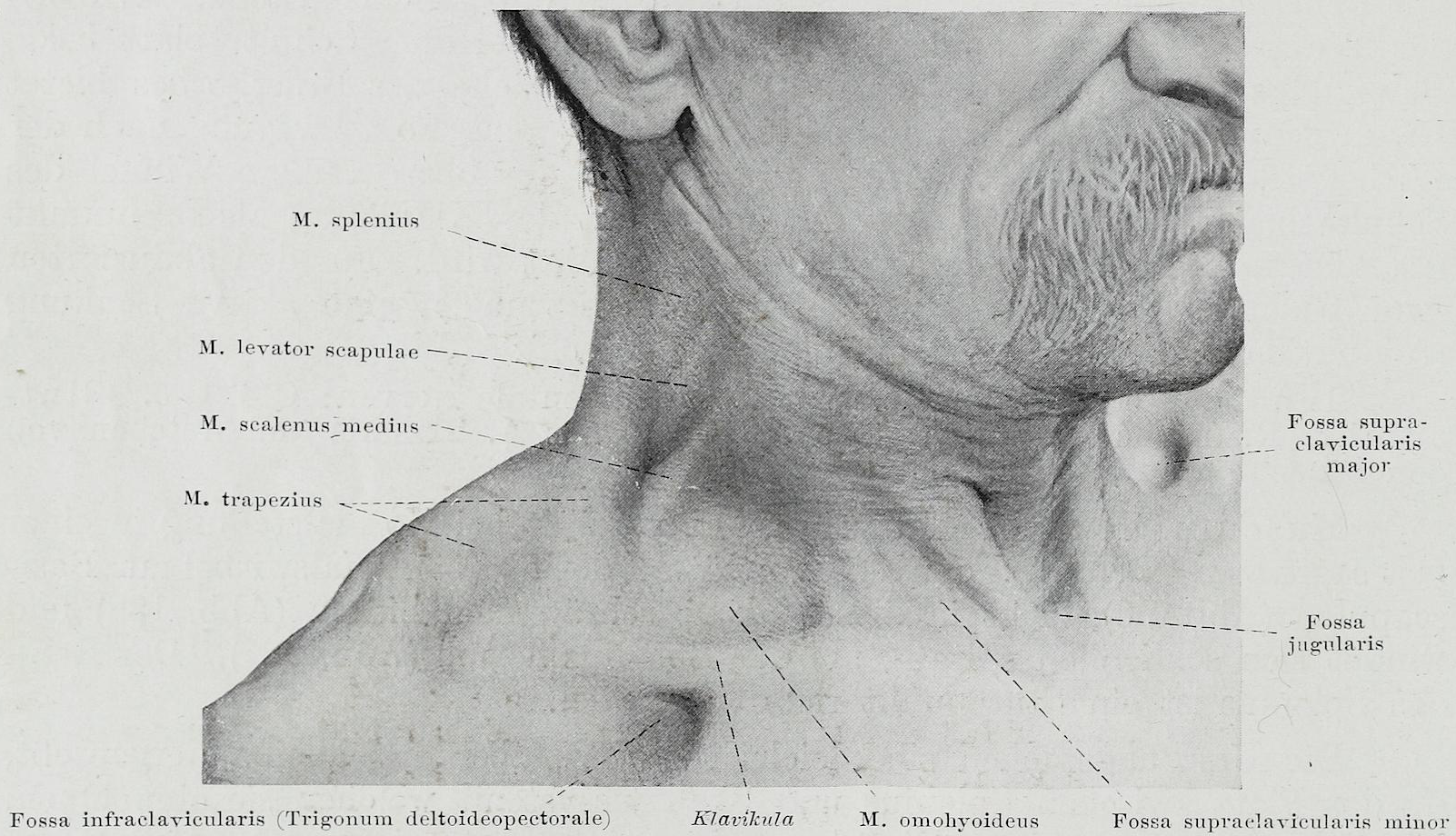
Видимые снаружи анатомические образования и участки на шее человека

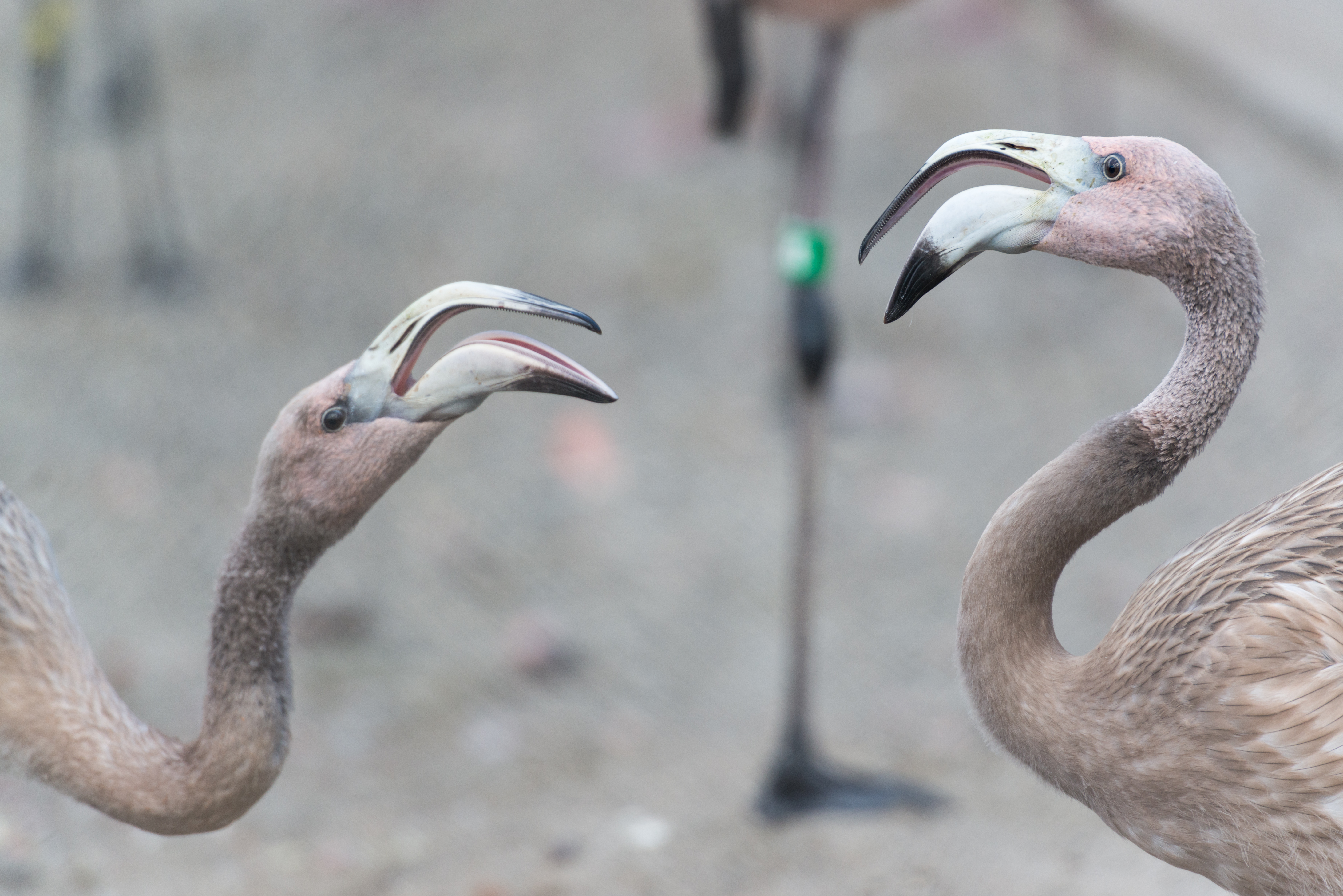
Шеи фламинго

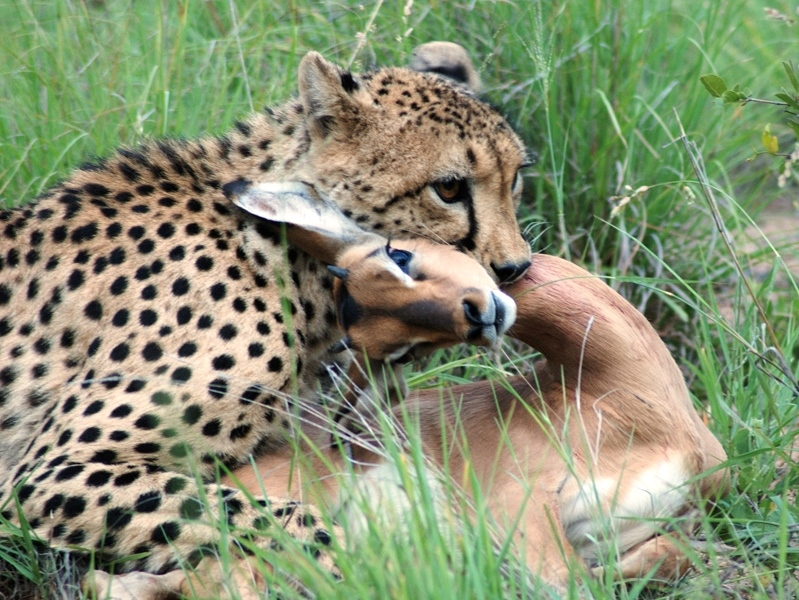
Удушение гепардом импалы

Ше́я (лат. collum) — часть тела позвоночных, соединяющая голову с туловищем. Шея обусловливает подвижность головы относительно туловища, что способствует лучшей ориентации в пространстве, захвату пищи, защите и нападению. Основу шеи составляют шейные позвонки.
По Аристотелю, «шеей называется место между головой и плечами» (О частях животных).

## Физиология
Шея выполняет множество жизненно важных функций и нередко является особо уязвимым местом.
Через шею проходят разные пути снабжения — такие как пищевод, гортань, трахея и снабжающие мозг кровеносные сосуды. В образованном дугами шейных позвонков спинномозговом канале расположен начальный отдел спинного мозга. Шейные позвонки и мышцы призваны обеспечить голове наибольшую подвижность.

## Морфогенез

### Филогенез
Первая зарегистрированная в истории животного мира шея принадлежала тиктаалику, который жил в конце девонского периода, примерно 375 миллионов лет назад. Однако возможность формирования этой части тела возникла несколько раньше, около 400 миллионов лет назад, с образованием у древних рыб нового органа дыхания — легких. У рыб, дышащих только жабрами, скелет плавника соединяется со скелетом жаберной крышки, для дыхания движения жаберной крышки и грудных плавников синхронизируются, но это ограничивает движения головы. У тиктаалика костей жаберной крышки почти не осталось, что позволяло ему относительно свободно двигать головой.
Мышцы шеи развились из видоизменённых частей туловищной мускулатуры, а у амниот из висцеральной мускулатуры развивается сжиматель шеи.
Удлинение шеи у амниот привело к обособлению подъязычного нерва, плечевого и шейного нервных сплетений, что позволило им совершать более разнообразные движения, улучшить маневренность и ловкость; это удлинение повлияло и на расположение внутренних органов: сердце отдалилось от головы и опустилось в грудную клетку..

## Видовые отличия
У древних лопастеперых рыб и первых амфибий голова не отделилась от плечевого пояса полностью; за глотание и подвижность передних конечностей у них отвечал один и тот же нерв.
У земноводных в шейном отделе позвоночника имеется всего 1 шейный позвонок, и шея внешне незаметна; движения головы ограничено опусканием и подниманием, возможны также небольшие боковые движения.
У амниот имеется несколько шейных позвонков, развитие комплекса атланта и эпистрофея позволяет совершать не только сгибательные, но и вращательные движения головы.
У птиц, как правило, шея длинная и подвижная, число позвонков в шейном отделе у разных видов сильно различается — от 9 до 25. Некоторые виды птиц могут поворачивать голову в одну сторону на 270°.
У млекопитающих шея, как правило, хорошо выражена, ее длина сильно варьирует в зависимости от образа жизни. Шейный отдел состоит обычно из 7 позвонков, без связи с длиной шеи (это справедливо и для китов, при внешне не обособленной шее, и для жирафа, с его особо длинной шеей); у тех видов животных, у которых подвижность шеи была вторично ограничена, позвонки шейного отдела срастаются (у китообразных, броненосцев, и др.).

## Шея человека

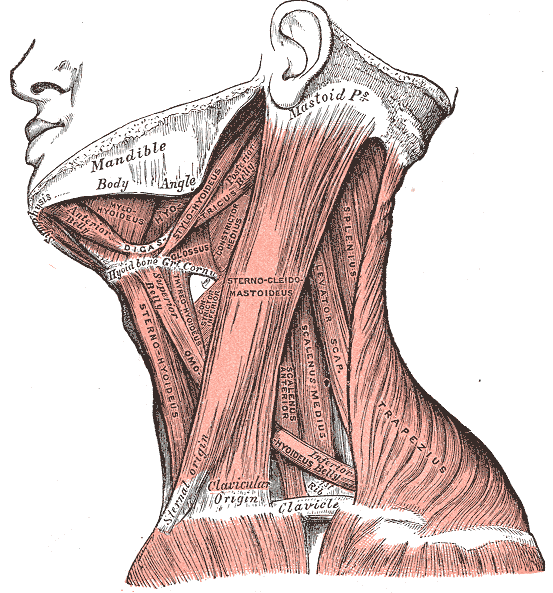
Передняя и боковая группа поверхностных мышц шеи человека

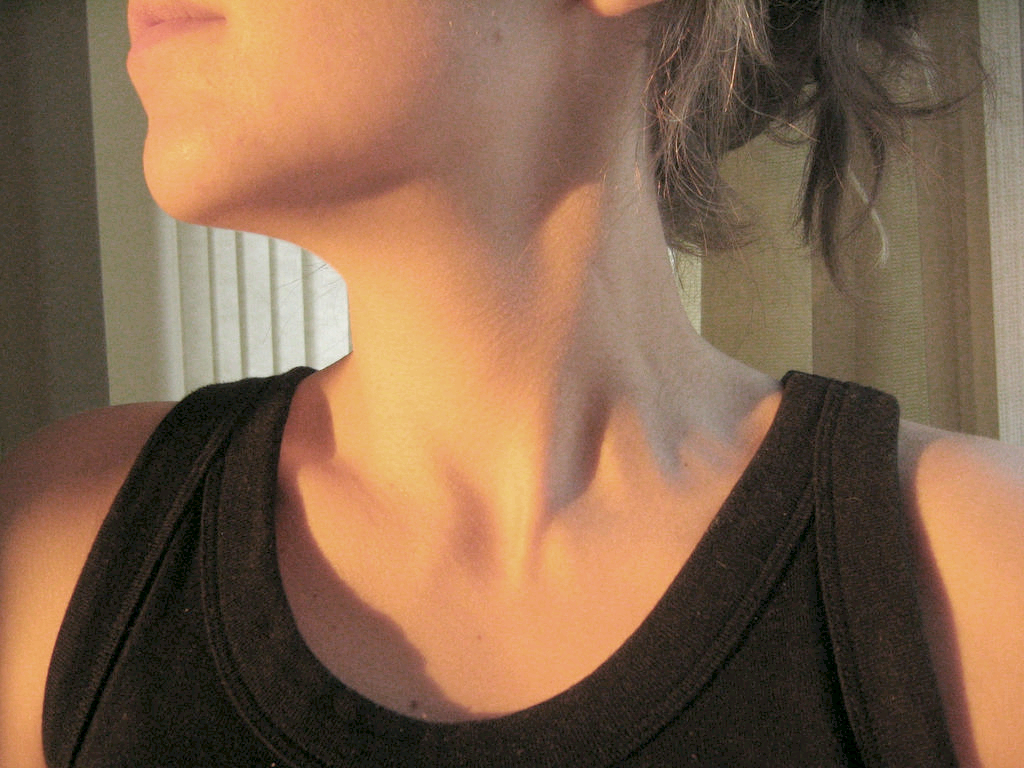
Шея человека

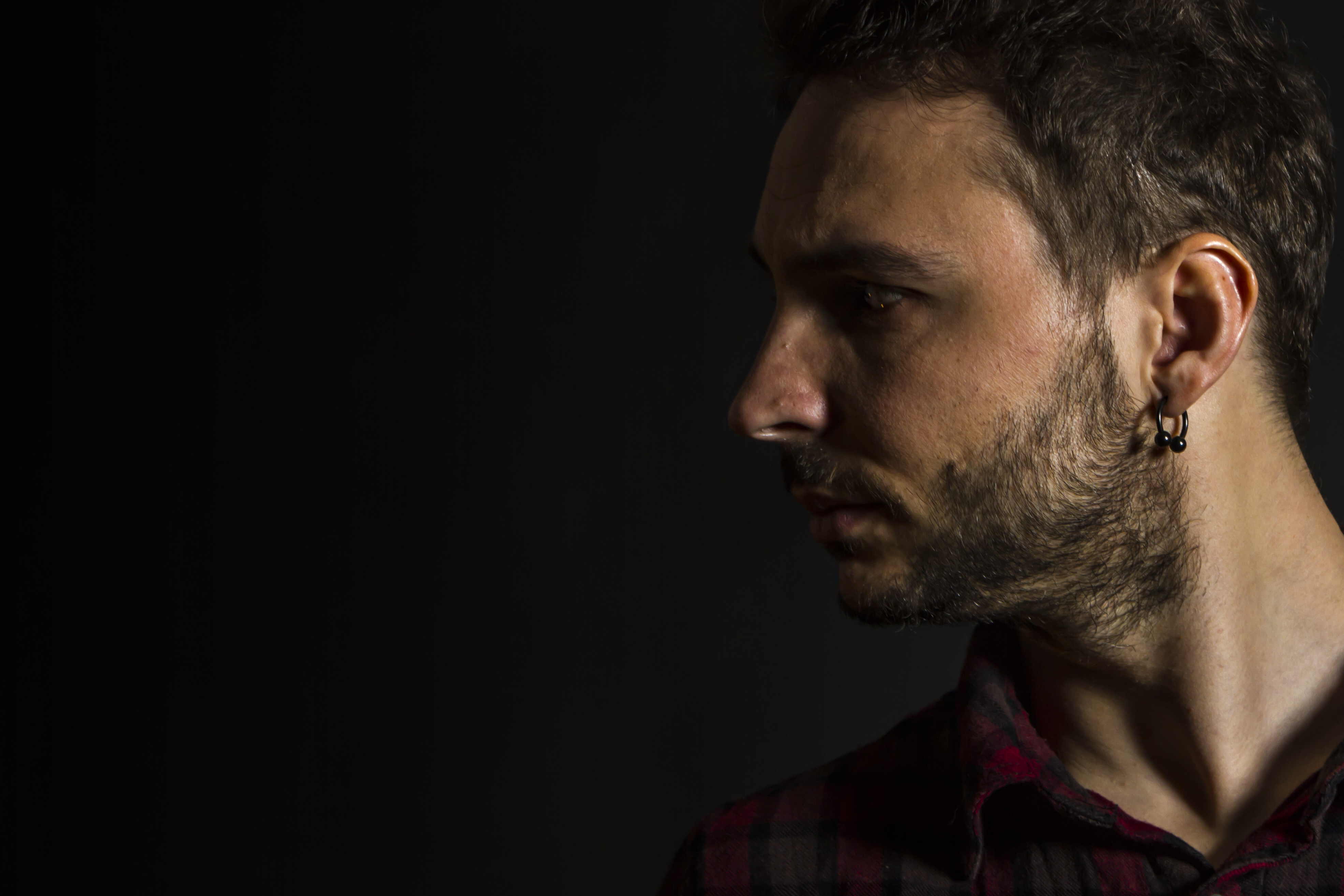
Вариант роста волос на шее у мужчин спереди (борода) и сзади

Шея человека Анатомически ограничивается условной линией соединяющей:
- сверху: нижний край нижней челюсти, верхушки сосцевидных отростков височных костей, верхнюю выйную линию и наружный затылочный выступ затылочной кости;
- снизу: край ярёмной вырезки рукоятки грудины, верхние поверхности ключиц, акромионы лопаток, остистый отросток VII шейного позвонка.

### Анатомия

#### Кости, мышцы и фасции
- Шейные позвонки
- Подъязычная кость
- Мышцы шеи

#### Кровеносные и лимфатические сосуды, лимфоузлы
- Сонные артерии (общие, наружные, внутренние и их ветви)
- Ярёмные вены (наружные, внутренние, передние и их ветви)
- Лимфатическое глоточное кольцо

#### Нервы и нервные узлы
- Шейный отдел спинного мозга
- Спинномозговые щейные сплетения и нервы
- Черепные нервы (X пара, ветви V, IX, XI, XII пар)

#### Внутренние органы
- Гортань
- Глотка
- Трахея
- Пищевод
- Щитовидная железа
- Паращитовидные железы